# 西奥沃莱丁根
西奥沃莱丁根是德国下萨克森州的一个市镇。总面积112.07平方公里，总人口19817人，其中男性9852人，女性9965人（2011年12月31日），人口密度177人/平方公里。